# Menemerus silver
Menemerus silver là một loài nhện trong họ Salticidae.
Loài này thuộc chi Menemerus. Menemerus silver được Wanda Wesołowska miêu tả năm 1999.